# アマチ収容所

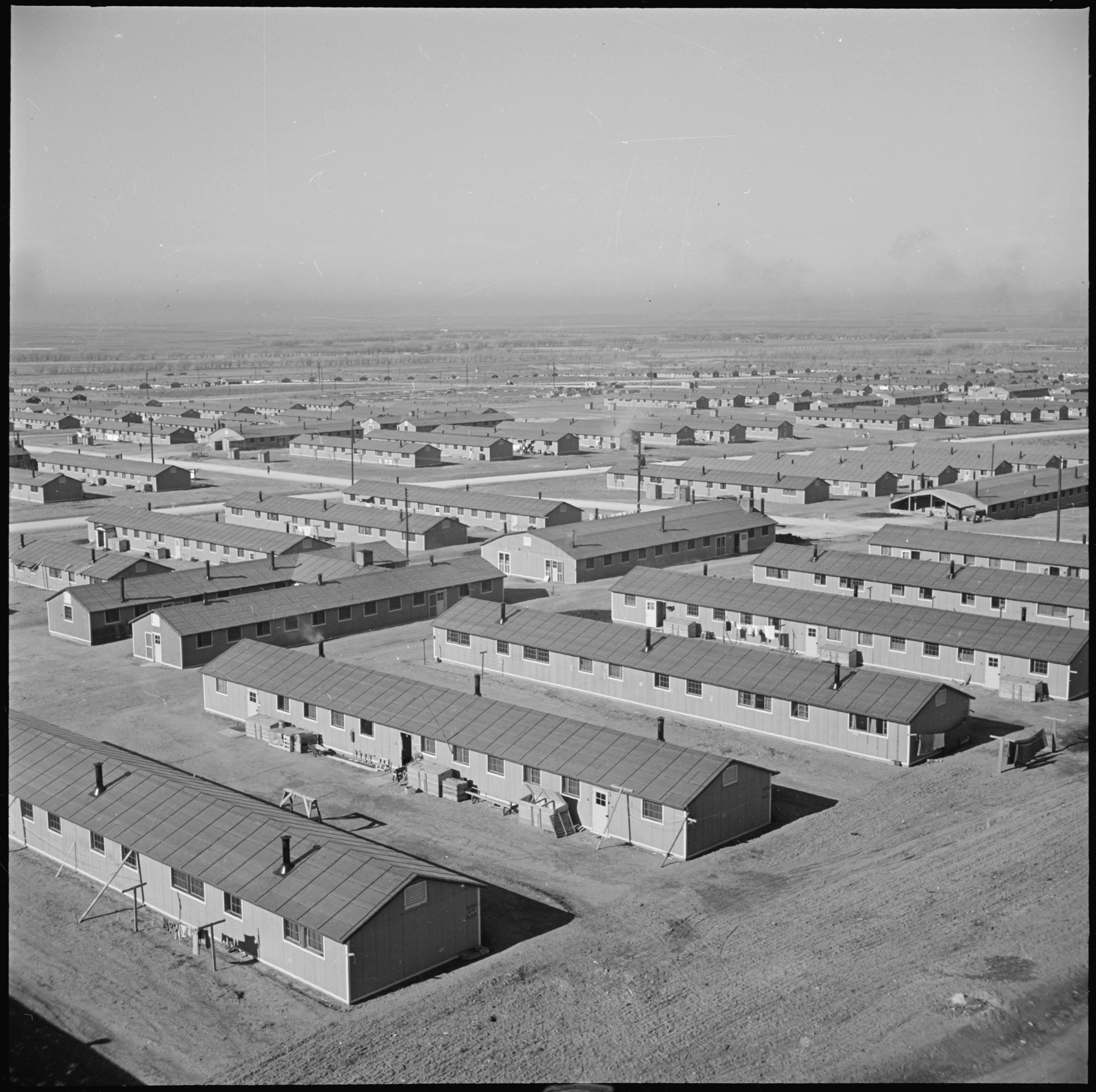
アマチ収容所（1942年12月）

アマチ収容所（アマチしゅうようじょ）は、アメリカ合衆国コロラド州南東部のプロワーズ郡にある、第二次世界大戦中に日系アメリカ人が収容された収容所である。正式名称はグラナダ収容所（Granada War Relocation Center）であるが、アマチ収容所（Camp Amache）と呼ばれることが多い。日系人の間では「亜町」という表記が当てられる事もあった。収容するまでの経緯は日系人の強制収容を参照のこと。
1942年8月に第一陣の3,000人の日系人が収容所に到着して収容開始。交戦国の国民を収容する施設として地元からは白眼視されたが、当時のコロラド州知事であったラルフ・ローレンス・カーが人種差別的要素を否定する知事であり、比較的人道的な対処が行われた。1945年10月31日に閉鎖。
座標: 北緯38度2分58秒 西経102度19分43秒 / 北緯38.04944度 西経102.32861度